# Corps des Volontaires suédois

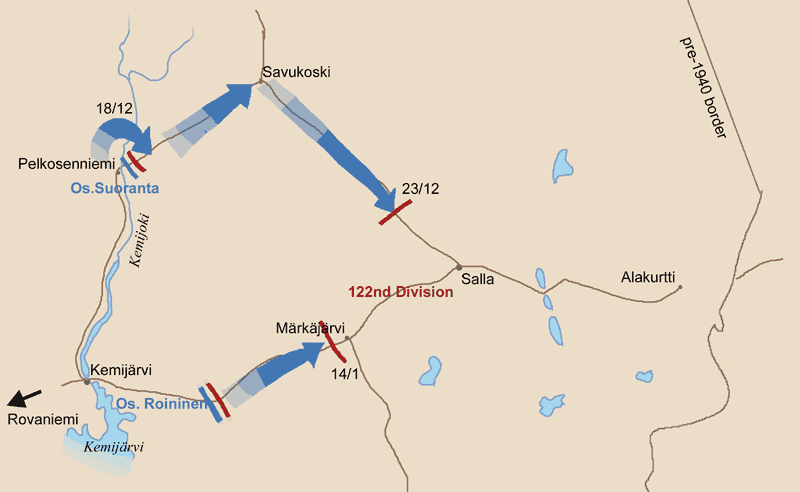
Parcours du Corps des Volontaires jusqu'à Salla.

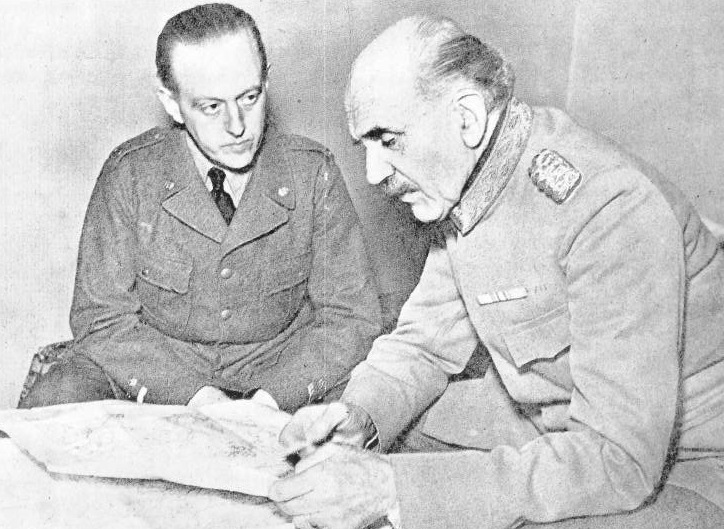
Le général Ernst Linder, commandant du Corps des Volontaires suédois, et son chef d'état-major Carl August Ehrensvärd, à Tornio.

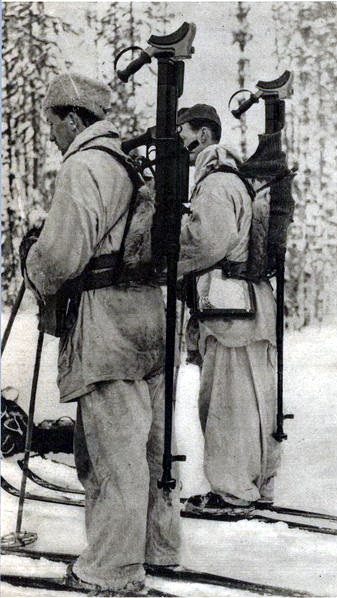
Volontaires suédois armés du fusil antichar britannique Boys

Le Corps des Volontaires suédois (Svenska frivilligkåren) est une formation militaire, envoyée par la Suède pour aider la Finlande durant la Guerre d'Hiver, forte de 8 240 à 9 640 hommes selon les sources. Du fait que la Suède se soit déclarée non belligérante dans ce conflit, seuls des volontaires pouvaient être envoyés en soutien. Le corps combattit sur la ligne de front au nord de Salla à partir du 28 février 1940, et ses pertes s'élevèrent à 33 morts, une cinquantaine de blessés et 140 cas de gelures. La force armée suédoise en Finlande comptait également les 25 avions de la force aérienne volontaire suédoise. Les Suédois participèrent également à la défense de Turku.

## Recrutement
Le recrutement commença dès l'entrée en guerre de l'Union soviétique. Au travers toute la Suède, ce sont 125 bureaux de recrutement qui ouvrirent leurs portes pour accueillir les volontaires. Le premier bataillon mis sur pied fut envoyé en Finlande en décembre 1939. Fort d'un peu plus de 8 000 hommes (4 000 autres devaient encore les rejoindre si le conflit n'avait cessé au 13 mars 1940), il subit un complément de formation militaire et reçut son matériel à Kemi, ville frontalière finlandaise juste en face de Haparanda.
Tableau de recrutement des volontaires suédois, par comté (Län).
| Origine                           | Nombre d'enrôlements |
| --------------------------------- | -------------------- |
| Ville de Stockholm                | 2 449                |
| Comté de Stockholm                | 84                   |
| Comté d’Uppsala                   | 239                  |
| Comté de Södermanland             | 191                  |
| Comté d’Östergötland              | 230                  |
| Comté de Jönköping                | 190                  |
| Comté de Kronoberg                | 49                   |
| Comté de Kalmar                   | 205                  |
| Comté de Gotland                  | 45                   |
| Comté de Blekinge                 | 66                   |
| Comté de Kristianstad             | 147                  |
| Comté de Malmö                    | 538                  |
| Comté de Halland                  | 84                   |
| Comté de Göteborg et Bohus        | 547                  |
| Comté d'Älvsborg                  | 215                  |
| Comté de Skaraborg                | 163                  |
| Comté de Värmland                 | 101                  |
| Comté d'Örebro                    | 124                  |
| Comté de Västmanland              | 135                  |
| Comté de Kopparberg               | 117                  |
| Comté de Gävleborg                | 136                  |
| Comté de Västernorrland           | 138                  |
| Comté de Jämtland                 | 148                  |
| Comté de Västerbotten             | 122                  |
| Comté de Norrbotten               | 1 258                |
| Bureaux de recrutement militaires | 351                  |
| Svenska flygvapnet                | 188                  |
| Total                             | 8 260                |

Aux côtés des 8 260 Suédois du corps, 1 010 Danois et 895 Norvégiens combattirent dans ses rangs. Ces volontaires constituent un témoignage de la forte solidarité nordique symbolisée par leur insigne dite « des quatre mains sœurs », représentant la Finlande, la Suède, la Norvège et le Danemark.

## Organisation
Le Corps des Volontaires suédois était structuré autour de trois bataillons (stridsgruppen), comportant chacun son artillerie et ses unités de lutte antichar. Chaque bataillon était composé de trois compagnies de fusiliers (skyttekompaniet), une compagnie de chasseurs (jägarkompaniet), une compagnie lourde (tunga kompaniet), une batterie d'artillerie, un peloton mécanisé (plogpluton) ainsi qu'une unité de réparation (underhållförband). Le corps était complété par une unité aérienne et des unités du génie et de soutien logistique.
L'armement et l'équipement de ces troupes provient principalement d'achats effectués auprès de l'armée suédoise. Les frais et les coûts de fonctionnement du corps des volontaires, durant les six mois de son existence, furent pris en charge par des dons, souscriptions publiques ou par le soutien d'industriels[Lesquels ?].
Le général à la retraite Ernst Linder fut choisi pour prendre le commandement de la troupe. Il avait déjà été volontaire en Finlande durant la Guerre civile finlandaise.

### Commandants
- 1940 : Général Ernst Linder

### Ordre de bataille
- - I. stridsgruppen (Lieutenant-colonel Magnus Dyrssen†, capitaine Carl Carlsson Bonde, Lieutenant-colonel Carl-Oscar Agell)
    - 1. skyttekompaniet
    - 2. skyttekompaniet
    - 3. skyttekompaniet
    - 4. jägarkompaniet
    - 5. tunga kompaniet
    - 1. batteriet
    - 1. plogplutonen
    - 1. signalplutonen

  - II. stridsgruppen (Lieutenant-colonel Viking Tamm)
    - 1. skyttekompaniet
    - 2. skyttekompaniet
    - 3. skyttekompaniet
    - 4. jägarkompaniet
    - 5. tunga kompaniet
    - 2. batteriet
    - 2. plogplutonen
    - 2. signalplutonen

  - III. stridsgruppen (Lieutenant-colonel Martin Ekström)
    - 1. skyttekompaniet
    - 2. skyttekompaniet
    - 3. skyttekompaniet
    - 4. jägarkompaniet
    - 5. tunga kompaniet
    - 3. batteriet
    - 3. plogplutonen
    - 3. signalplutonen

  - Autres unités :
    - 1. pansarvärnsplutonen
    - 2. pansarvärnsplutonen
    - Luftvärnskompaniet
    - Ingenjörskompaniet
    - 16. självständiga jägarkompaniet
    - (17. självständiga jägarkompaniet)
    - Intendenturkompaniet
    - Vägkompaniet
    - 1. bilkompaniet
    - 2. bilkompaniet
    - Anspannskompaniet
    - 1. sjukvårdsplutonen
    - 2. sjukvårdsplutonen
    - Hästambulans
    - Ambulans
    - Régiment aérien de la force aérienne finlandaise F 19

### Armement
- Canons M/02 de 75
- Canons antiaériens M/36 de 40 Bofors
- Canons antiaériens de 75
- Canons automatiques de 20 mm
- Canons antichars de 37 M/38 Bofors
- Mortiers M/29 de 80
- Fusils antichars Boys de 13 mm

### Véhicules
- 83 motocyclettes
- 83 voitures
- 350 camions
- 13 tracteurs

## Déroulement de la campagne

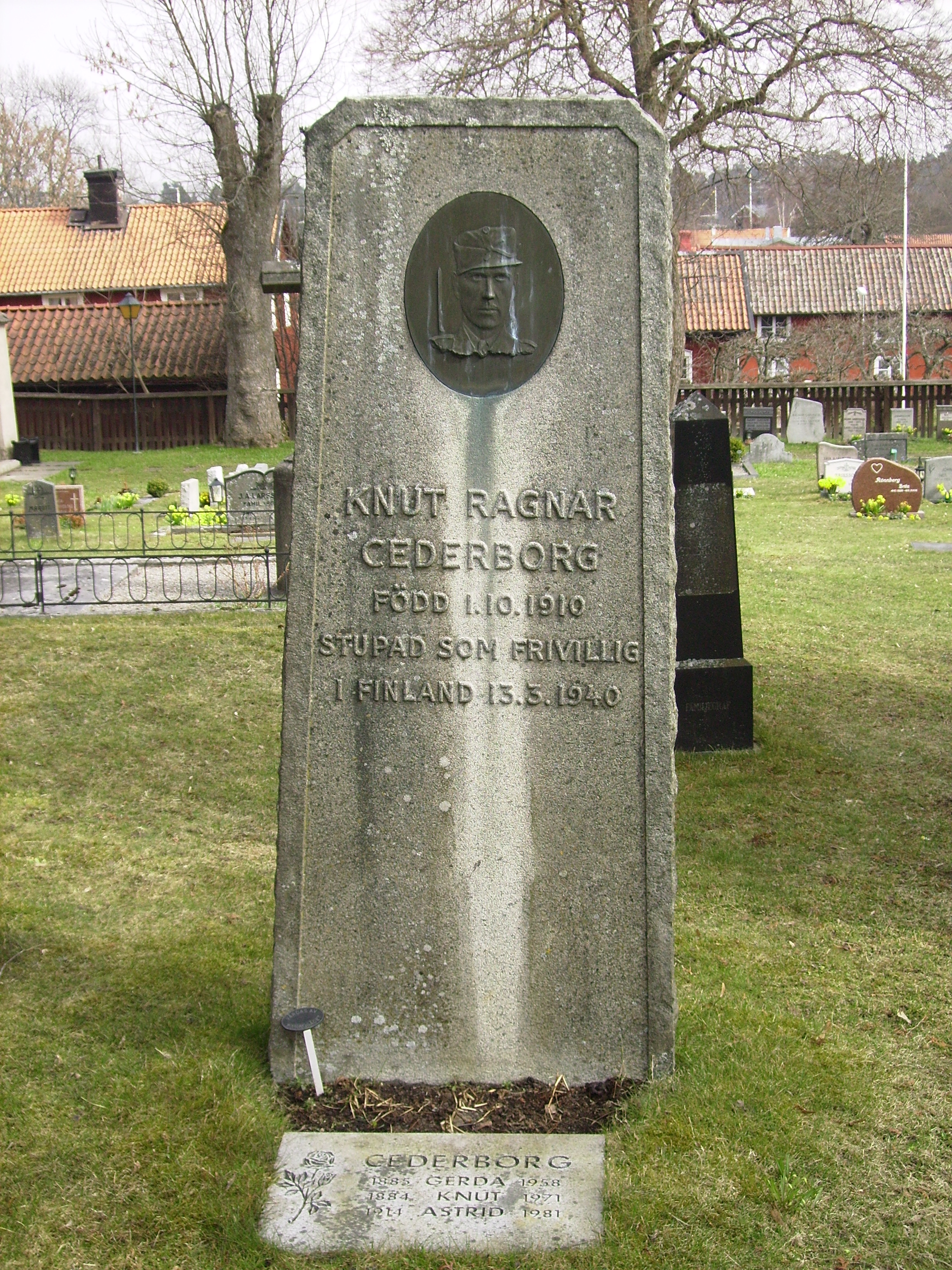
Tombe de Ragnar Cederborg au cimetière de Trosa. L'épitaphe annonce "tombe d'un volontaire en Finlande 13 mars 1940" (Stupad som frivillig i Finland 13.3.1940). Son nom figure également sur une plaque commémorative près de Märkäjärvi.

Le 3 février 1940, le premier bataillon (I. stridsgruppen) fort de 1 500 hommes environ, mené par le lieutenant-colonel Magnus Dyrssen, entame sa progression en ski depuis Kemi en direction de Rovaniemi. À la mi-février, le groupe fut transporté en train de Rovaniemi à Kemijärvi en Laponie. Ces différents trajets mirent en évidence le manque de préparation et d'équipement de la troupe, et plus d'une centaine d'hommes souffrirent de gelures.
Quelques jours plus tard, le deuxième bataillon, commandé par le lieutenant-colonel Viking Tamm, prit le train à Kemi pour Kemijärvi, d'où les deux groupes rejoignirent le front au soir du 24 février. Le but était de relever les troupes finlandaises en ligne près de Märkäjärvi, normalement le 29 février. Toutefois, l'évolution de la situation sur l'isthme de Carélie au 26 février et les deux jours qui suivirent fit que les volontaires suédois restèrent toute la journée sur leurs positions défensives près de Märkäjärvi. Cinq bataillons et deux batteries finlandaises tenant le front devant les Suédois (soit plus que l'intégralité du corps des volontaires) furent envoyés sur l'isthme.
En compagnie des troupes finlandaises restant en place, les volontaires suédois eurent alors la responsabilité de la sécurité du chemin de fer reliant la Suède et la Finlande via Tornio et Oulu. Cette voie devait rester à tout prix ouverte, puisqu'elle supportait le trafic des importations de matériel de guerre et de vivres en provenance de Suède. L'aviation volontaire suédoise détruisit ici au moins sept chasseurs ennemis et cinq bombardiers. La DCA détruisit également depuis le sol au moins sept avions, et encore huit autres victoires non homologuées. Les forces aériennes et la DCA se montrèrent insuffisantes pour prévenir les attaques aériennes ennemies, aggravant la précision des bombardements soviétiques.
Les deux bataillons suédois près de Märkäjärvi firent front avec les trois bataillons finlandais face à deux divisions soviétiques – d'une force bien supérieure qui, en d'autres circonstances, aurait dû balayer les défenseurs. Mais l'importance de la situation influença la ténacité des troupes, vu la situation dans l'isthme. De même, la présence des volontaires eut davantage d'importance sur la combativité des troupes engagées que la force proprement dite du corps. Au total, parmi les 12 705 engagés des bureaux de recrutement (dont 895 Norvégiens et 1 010 Danois), 8 260 participèrent à l'expédition. On y décompta 33 morts, environ 50 blessés et plus de 140 cas de gelures.
Les combats du Corps des volontaires suédois cessèrent lors du traité de paix de Moscou qui fut signé entre la Finlande et l'Union soviétique le 12 mars 1940.
Le 28 mars, le commandant en chef des forces finlandaises, le feld-maréchal Mannerheim, rendit visite au Corps des volontaires suédois près de Paikanselkä, juste derrière la ligne de front désormais silencieuse. Le troisième groupe du corps des volontaires, encore en cours d'instruction, fut présenté à cette occasion.